# NGC 579
NGC 579 é uma galáxia espiral (Sc) localizada na direcção da constelação de Triangulum. Possui uma declinação de +33° 36' 52" e uma ascensão recta de 1 horas, 31 minutos e 46,7 segundos.
A galáxia NGC 579 foi descoberta em 22 de Novembro de 1827 por John Herschel.